# Kortstjärtad spadnäbb
Kortstjärtad spadnäbb (Platyrinchus cancrominus) är en fågel i familjen tyranner inom ordningen tättingar.

## Utseende och läte
Kortstjärtad spadnäbb är en mycket liten tyrann med stort öga, bred näbb och som namnet avslöjar mycket kort stjärt. Ovansidan är brunaktig och ansiktet är pregnant tecknad. Lätet är ett gladlynt och nasalt "chi-dik" eller "chi-di-dik".

## Utbredning och systematik
Fågeln förekommer från tropiska södra Mexiko till västra Costa Rica och nordvästra Panama. Den behandlas som monotypisk, det vill säga att den inte delas in i några underarter.

### Familjetillhörighet
Spadnäbbarna placeras vanligen i familjen tyranner. DNA-studier visar dock att Tyrannidae består av fem klader som skildes åt redan under oligocen,, varför vissa auktoriteter behandlar dem som egna familjer. Spadnäbbarna förs då till Platyrinchidae tillsammans med manakintyrann och kungsfågeltyrann ingår.

## Levnadssätt
Kortstjärtad spadnäbb hittas i tropiska låglänta skogar, huvudsakligen i fuktiga områden. Där ses den i rätt öppen men skuggad undervegetation. Den kan vara rätt vanlig men svår att få syn på. Ofta upptäcks den genom lätet som den vanligen avger direkt efter en kort flygtur, varefter den sitter still och gömd.

## Status och hot
Arten har ett stort utbredningsområde, men tros minska i antal, dock inte tillräckligt kraftigt för att den ska betraktas som hotad. Internationella naturvårdsunionen IUCN listar arten som livskraftig (LC).